# Энергетический институт имени Г. М. Кржижановского
Ордена Трудового Красного Знамени Энергетический институт им. Г. М. Кржижановского (ЭНИН) — научно-исследовательское учреждение. В течение многих лет работает над разрешением проблем, возникающих при развитии электроэнергетики, созданием новых технологий, как в области производства, так и транспорта и распределения электроэнергии. Институт является головным в разработке стратегии развития электроэнергетики страны (в настоящее время на период до 2030 года), разрабатывает научно-техническую политику в электроэнергетике, основные положения технического регулирования и стандарты.

## История
Энергетический институт (ЭНИН) берёт своё начало в отделе энергетики Комиссии по изучению естественных производительных сил России (КЕПС). Институт организовал в 1930 году и более четверти века возглавлял академик Глеб Максимилианович Кржижановский (1872—1959) — выдающийся учёный и общественный деятель, под руководством которого был разработан первый государственный план электрификации России (план ГОЭЛРО). Основное научное ядро института составили учёные-энергетики, участвовавшие в разработке этого плана, И. Г. Александров, К. А. Круг, Л. К. Рамзин, М. А. Шателен и др.
В 1930—1940-е годы в ЭНИН были выдвинуты и обоснованы основные идеи о создании Единой высоковольтной сети и Единой энергетической системы в стране, об экономической целесообразности создания крупных электростанций с мощными агрегатами, о создании систем централизованного теплоснабжения для крупных и средних городов; разработаны рациональные технологические схемы сжигания и использования низкокачественного твёрдого топлива в энергетике; предложены технические решения по использованию солнечной энергии; сформулированы основы теории подобия и создан ряд моделирующих устройств, которые нашли широкое применение при изучении паровых котлов, топок, печей, электрических машин, линий электропередачи, эксплуатации нефтяных месторождений, в химической технологии и др.; разработаны теоретические основы и даны практические рекомендации по защите энергетических и промышленных объектов от поражения молнией.
В период Великой Отечественной войны ЭНИН принимает активное участие в создании новых энергомощностей в тыловых районах страны, а также проводит комплекс работ по военно-оборонной тематике.
В 1950-е годы в ЭНИН проведены фундаментальные исследования по свойствам воды и водяного пара при сверхвысоких температурах и давлениях и обоснован переход (впервые в мире) на сверхкритические параметры пара при работе теплоэнергетических установок.
В 1960-е годы проводились работы по созданию ЕЭС СССР, решались задачи в области передачи энергии переменным током, автоматического регулирования частоты и мощности в объединённых энергосистемах, по созданию методов и аппаратуры для измерения потерь на корону на линиях высокого напряжения и разработаны практические критерии статической устойчивости энергетических систем. Работы по экспериментальному изучению и освоению жидких металлов с целью использования их в качестве теплоносителей нашли широкое применение в атомной энергетике.
В 1970—1980-е годы проведены работы по развитию электрификации страны и созданию перспективного электротехнического оборудования; совершенствованию методов преобразования тепловой энергии на базе традиционных источников и нетрадиционных способов производства энергии, в том числе солнечной и геотермальной; по энерготехнологической безотходной переработке низкокалорийных твёрдых топлив.
До 1961 года институт находился в ведении АН СССР, затем перешёл в ведение Министерства энергетики и электрификации СССР.
В 1989 году для продолжения научно-исследовательских и опытно-конструкторских работ по солнечной энергетике в районе Алушты была создана экспериментальная база ЭНИН (построенное по специальному проекту здание с наклонными стенами, на которых были размещены солнечные коллекторы общей площадью 830 м²).
В 1993 году ЭНИН им. Г. М. Кржижановского был преобразован в открытое акционерное общество «Энергетический институт им. Г. М. Кржижановского».

## Руководство
Генеральный директор — Волков Эдуард Петрович, д. т. н., профессор, академик РАН.
Родился в 1938 году.
В 1961 году окончил Московский энергетический институт.
С 1981 года возглавляет кафедру «Котельные установки и экология энергетики» в МЭИ.
С 1986 года занимает должность директора ЭНИНа.
В 1997 году избран членом-корреспондентом РАН, а в 2006 году — академиком РАН.
Э. П. Волков является вице-президентом Международного московского энергетического клуба, членом руководства Европейского энергетического дома, а также председателем Комитета по вопросам возобновляемой энергии Всемирного энергетического совета.
Лауреат премии «Глобальная энергия» 2008 года. Также лауреат Государственной премии СССР, премии Совета Министров СССР, дважды лауреат премии Правительства РФ, премии имени Г. М. Кржижановского РАН.
Первый заместитель Генерального директора, научный руководитель — Панфилов Дмитрий Иванович, д.т.н, профессор, академик АЭН РФ.
Родился в 1948 году. В 1971 г. окончил Московский энергетический институт. В 1975 г. защитил кандидатскую диссертацию. В 1988 г. защитил докторскую диссертацию.
С 1988 г. по 1999 г. возглавлял кафедру «Электротехники» в МИЭТ. С 1998 г. возглавляет кафедру «Промышленной электроники» в МЭИ.
В 1993 г. избран академиком Академии Электротехнических наук РФ.
В ОАО «ЭНИН» работает с 2011 года.

## Известные сотрудники
В институте в разное время работали крупнейшие учёные-энергетики, создатели научных школ. Это академики АН СССР: Г. М. Кржижановский, А. В. Винтер, М. В. Кирпичёв, А. И. Леонтьев, Л. А. Мелентьев, В. Ф. Миткевич, М. А. Михеев, Л. Р. Нейман, В. И. Попков, Н. Д. Папалекси, М. А. Стырикович, А. А. Чернышёв, А. Е. Шейндлин, К. И. Шенфер; члены-корреспонденты АН СССР: Б. К. Александров, И. С. Брук, В. И. Вейц, М. А. Великанов, Ю. Н. Вершинин, В. П. Вологдин, В. А. Голубцов, Д. Г. Жимерин, А. Г. Костиков, К. А. Круг, Г. Н. Кружилин, Н. Я. Матюхин, Л. С. Попырин, А. С. Предводителев, Л. Н. Хитрин, А. Б. Чернышёв, З. Ф. Чуханов; профессора В. С. Комельков, Д. А. Лабунцов, В. И. Левитов, И. М. Маркович, Г. В. Михневич, Д. В. Разевиг, И. С. Стекольников, Ю. Г. Толстов; а также доктор технических наук, профессор А. И. Москвитин.